# Ibadan
Ibadan est la capitale de l'État d'Oyo, cette ville est située dans le Sud-Ouest du Nigeria.
Après Lagos et Kano, elle est par sa population la troisième ville du pays.

## Géographie

### Voies de communication et transports
La ville est reliée par le transport aérien avec l’Aéroport d'Ibadan.

## Histoire
Ibadan est fondé par les Yoruba en 1750, et devient un centre de commandement militaire en 1829.
En 1893, la ville passe sous domination britannique à l'intérieur du protectorat de la Côte du Niger. Ibadan est la plus grande ville d'Afrique de l'Ouest pendant la majeure partie du XXe siècle.

## Population et société

### Enseignement supérieur
En 1948 la première université du Nigeria, l'université d'Ibadan y est créée en tant que branche de l'université de Londres, avant de devenir indépendante en 1962. 
La ville abrite aussi un institut international de recherche sur l'agriculture tropicale (International Institute of Tropical Agriculture ou IITA).

### Lieux de culte
Parmi les lieux de culte, il y a des églises et des temples chrétiens : Église du Nigeria (Communion anglicane), Presbyterian Church of Nigeria (Communion mondiale d'Églises réformées), Convention baptiste nigériane (Alliance baptiste mondiale), Living Faith Church Worldwide, Redeemed Christian Church of God, Assemblées de Dieu, Archidiocèse d'Ibadan (Église catholique) et des mosquées musulmanes . 

## Culture locale et patrimoine

### Personnalités liées à la ville
- Humuani Alaga (vers 1900-1993), femme d'affaires, syndicaliste et féministe nigériane.
- Folake Solanke (1932-), avocate, administratrice et critique sociale nigériane.
- Taiwo Akinkunmi (1936-2023), a conçu le drapeau du Nigeria.
- Jadesola Akande (1940-2008), universitaire, juriste.
- Ebiti Ndok, candidate à l'élection présidentielle nigériane de 2011.
- Remi Sonaiya (1955- ), candidate à l'élection présidentielle nigériane de 2015.
- Jerome Sydenham (1967- ), compositeur américain née à Ibadan.
- Helen Epega (1981-), chanteuse nigériane.
- Sade (1959-), chanteuse anglo-nigériane née à Ibadan.
- Wally Adeyemo (1981-), est un conseiller économique et politique nigérian-américain.
- Mike Adenuga (1953-), homme d'affaires nigérian.
- Funke Opeke, entrepreneuse nigériane.
- Christine Hamill (1923-1956), mathématicienne britannique
- Herbert Wigwe (1966-2024), économiste nigérian.
- Hugo Weaving (1960-) Acteur Australo-britannique, né à Ibadan

### Environnement
En 1967, une étude a été menée sur les pollutions, et notamment la recherche de métaux lourds dans les sols urbains, qui a détecté une accumulation de plomb, explicable par le fait qu'un additif à base de plomb (le plomb tétraéthyle) continue à être utilisé au Nigeria malgré sa toxicité et le fait qu'il soit facteur de saturnisme (qui l'a fait interdire aux États-Unis dans les années 1970 et en Europe dans les années 1990) et diverses études sur l'environnement (par exemple sur l'hydrologie, la biologie et les risques pour la qualité des eaux superficielles ou souterraines, notamment en lien avec les rejets de métaux lourds dans l'eau et les écosystèmes et d'effluents et les décharges).